# Réservoir Laforge 2
Réservoir Laforge 2 är en sjö i Kanada.   Den ligger i provinsen Québec, i den östra delen av landet, 1 100 km norr om huvudstaden Ottawa. Réservoir Laforge 2 ligger 476 meter över havet. Arean är 260 kvadratkilometer. Den sträcker sig 27,7 kilometer i nord-sydlig riktning, och 25,5 kilometer i öst-västlig riktning.
Trakten runt Réservoir Laforge 2 är nära nog obefolkad, med mindre än två invånare per kvadratkilometer.